# Turniej o Złoty Kask 1966
Turniej o Złoty Kask 1966 – rozegrany w sezonie 1966 turniej żużlowy z cyklu rozgrywek o „Złoty Kask”. Wygrał Andrzej Pogorzelski, drugi był Paweł Waloszek i Andrzej Wyglenda stanął na najniższym stopniu.

## Wyniki
Czołówka piątka

### I turniej
- 15 kwietnia 1966 r. (niedziela), Zielona Góra

| Msc. | Zawodnik          | Klub            | Pkt |  |  |
| ---- | ----------------- | --------------- | --- |  |  |
| 1    | Zbigniew Podlecki | Wybrzeże Gdańsk | 12  |  |  |
| 2    | Joachim Maj       | ROW Rybnik      | 11  |  |  |
| 3    | Andrzej Wyglenda  | ROW Rybnik      | 11  |  |  |
| 4    | Marian Kaiser     | Wybrzeże Gdańsk | 10  |  |  |
| 5    | Stanisław Tkocz   | ROW Rybnik      | 10  |  |  |

### II turniej
- 22 kwietnia 1966 r. (niedziela), Poznań

| Msc. | Zawodnik            | Klub                 | Pkt |  |  |
| ---- | ------------------- | -------------------- | --- |  |  |
| 1    | Jerzy Trzeszkowski  | Sparta Wrocław       | 12  |  |  |
| 2    | Andrzej Pogorzelski | Stal Gorzów Wlkp.    | 12  |  |  |
| 3    | Zbigniew Podlecki   | Wybrzeże Gdańsk      | 11  |  |  |
| 4    | Marian Kaiser       | Stal Toruń           | 10  |  |  |
| 5    | Paweł Waloszek      | Śląsk Świętochłowice | 10  |  |  |

### III turniej
- 17 czerwca 1966 r. (piątek), Bydgoszcz

| Msc. | Zawodnik            | Klub                 | Pkt |  |  |
| ---- | ------------------- | -------------------- | --- |  |  |
| 1    | Paweł Waloszek      | Śląsk Świętochłowice | 15  |  |  |
| 2    | Andrzej Pogorzelski | Stal Gorzów Wlkp.    | 12  |  |  |
| 3    | Marian Kaiser       | Stal Toruń           | 11  |  |  |
| 4    | Joachim Maj         | ROW Rybnik           | 10  |  |  |
| 5    | Jerzy Padewski      | Stal Gorzów Wlkp.    | 10  |  |  |

### IV turniej
- 1 lipca 1966 r. (piątek), Nowa Huta

| Msc. | Zawodnik               | Klub                 | Pkt |  |  |
| ---- | ---------------------- | -------------------- | --- |  |  |
| 1    | Andrzej Pogorzelski    | Stal Gorzów Wlkp.    | 14  |  |  |
| 2    | Konstanty Pociejkowicz | Sparta Wrocław       | 14  |  |  |
| 3    | Paweł Waloszek         | Śląsk Świętochłowice | 11  |  |  |
| 4    | Andrzej Wyglenda       | ROW Rybnik           | 10  |  |  |
| 5    | Jan Mucha              | Śląsk Świętochłowice | 10  |  |  |

### V turniej
- 14 lipca 1966 r. (czwartek), Poznań

| Msc. | Zawodnik            | Klub                 | Pkt |  |  |
| ---- | ------------------- | -------------------- | --- |  |  |
| 1    | Paweł Waloszek      | Śląsk Świętochłowice | 15  |  |  |
| 2    | Antoni Woryna       | ROW Rybnik           | 14  |  |  |
| 3    | Marian Kaiser       | Wybrzeże Gdańsk      | 11  |  |  |
| 4    | Zbigniew Podlecki   | Wybrzeże Gdańsk      | 10  |  |  |
| 5    | Andrzej Pogorzelski | Stal Gorzów Wlkp.    | 10  |  |  |

### VI turniej
- 26 sierpnia 1966 r. (piątek), Rybnik

| Msc. | Zawodnik            | Klub              | Pkt |  |  |
| ---- | ------------------- | ----------------- | --- |  |  |
| 1    | Andrzej Wyglenda    | ROW Rybnik        | 15  |  |  |
| 2    | Andrzej Pogorzelski | Stal Gorzów Wlkp. | 12  |  |  |
| 3    | Joachim Maj         | ROW Rybnik        | 11  |  |  |
| 4    | Antoni Woryna       | ROW Rybnik        | 11  |  |  |
| 5    | Stanisław Tkocz     | ROW Rybnik        | 10  |  |  |

### VII turniej
- 16 września 1966 r. (piątek), Gorzów Wielkopolski

| Msc. | Zawodnik            | Klub              | Pkt |  |  |
| ---- | ------------------- | ----------------- | --- |  |  |
| 1    | Andrzej Pogorzelski | Stal Gorzów Wlkp. | 12  |  |  |
| 2    | Jerzy Padewski      | Stal Gorzów Wlkp. | 12  |  |  |
| 3    | Joachim Maj         | ROW Rybnik        | 10  |  |  |
| 4    | Marian Kaiser       | Stal Toruń        | 10  |  |  |
| 5    | Antoni Woryna       | ROW Rybnik        | 9   |  |  |

## Klasyfikacja końcowa
Uwaga!: Odliczono dwa najgorsze wyniki.
| Poz | Zawodnik               | Klub                 | ZGR | POZ | BDG | NHT | POZ | RYB | GOR | Punkty |
| --- | ---------------------- | -------------------- | --- | --- | --- | --- | --- | --- | --- | ------ |
| 1   | Andrzej Pogorzelski    | Stal Gorzów Wlkp.    | 9   | 12  | 14  | 14  | 10  | 12  | 12  | 64     |
| 2   | Paweł Waloszek         | Śląsk Świętochłowice | 8   | 10  | 15  | 11  | 15  | –   | –   | 59     |
| 3   | Andrzej Wyglenda       | ROW Rybnik           | 11  | 7   | 4   | 10  | 9   | 15  | 6   | 52     |
| 4   | Zbigniew Podlecki      | Wybrzeże Gdańsk      | 12  | 11  | 8   | 10  | 10  | –   | –   | 51     |
| 5   | Joachim Maj            | ROW Rybnik           | 11  | 9   | 10  | –   | 8   | 11  | 10  | 51     |
| 6   | Marian Rose            | Stal Toruń           | 9   | 10  | 11  | –   | –   | 9   | 10  | 49     |
| 7   | Antoni Woryna          | ROW Rybnik           | –   | –   | 7   | 7   | 14  | 11  | 9   | 48     |
| 8   | Konstanty Pociejkowicz | Sparta Wrocław       | 0   | 10  | –   | 14  | 9   | 7   | 8   | 48     |
| 9   | Jan Mucha              | Śląsk Świętochłowice | 9   | 8   | 8   | 10  | 9   | –   | –   | 44     |
| 10  | Stanisław Tkocz        | ROW Rybnik           | 10  | 3   | 4   | 9   | 8   | 10  | –   | 41     |
| 11  | Marian Kaiser          | Wybrzeże Gdańsk      | 10  | 9   | 4   | 5   | 11  | 1   | –   | 39     |
| 12  | Edmund Migoś           | Stal Gorzów Wlkp.    | 8   | 8   | 8   | 4   | 5   | 10  | 4   | 39     |
| 13  | Jerzy Padewski         | Stal Gorzów Wlkp.    | 0   | 3   | 10  | 6   | –   | 7   | 12  | 38     |
| 14  | Jerzy Trzeszkowski     | Sparta Wrocław       | 7   | 12  | 2   | 10  | 3   | 3   | 6   | 38     |
| 15  | Stanisław Skowron      | Kolejarz Opole       | 6   | 6   | 1   | 4   | 5   | –   | 7   | 28     |

| Kolor    | Wynik      |
| -------- | ---------- |
| Złoty    | Zwycięzca  |
| Srebrny  | 2. miejsce |
| Brązowy  | 3. miejsce |
| Limanowy | 4. miejsce |
| cyjan    | 5. miejsce |